# Купол (месторождение)

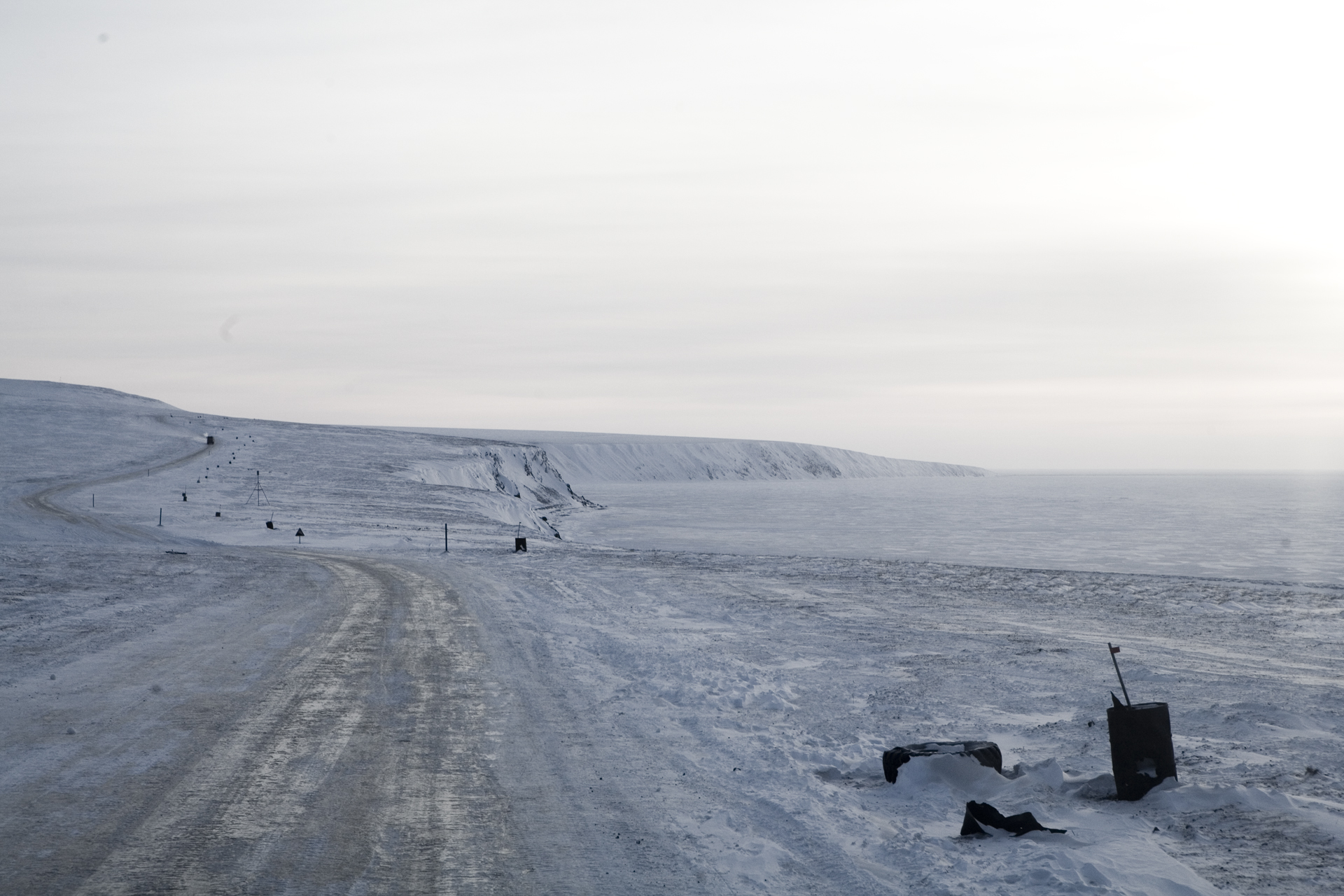
Автодорога Певек-Купол

Месторождение Ку́пол — одно из крупнейших на Дальнем Востоке коренное золото-серебряное месторождение на границе Анадырского и Билибинского районов Чукотского АО.

## Географическое положение
Находится в 450 км от окружного центра, до ближайшего населённого пункта — села Илирней расстояние составляет 96 км. Связано четырёхсоткилометровым сезонным автозимником с Певеком.

## Геологическая характеристика
Месторождение относится к золотосеребряной Верхнеяблонской металлогенической зоне. Рудные тела представляют собой малосульфидные адуляр-кварцевые и кварцевые жилы, сконцентрированные в единой прожилково-жильной зоне субмеридионального простирания. Длина зоны составляет не менее 3,5 км, ширина — до 50 м. Протяженность отдельных жил в среднем от 100 м до 2,5 км, мощность составляет от нескольких десятков сантиметров до 5-7 м, иногда достигая 21 м. Всего выявлено шестнадцать рудных тел, вертикальное оруденение уходит на глубину свыше 430 м. Распределение серебра и золота в рудных телах очень неравномерное, золото в руде также присутствует в самородном виде.

### Запасы
Утверждённые запасы золота составляют 65,5 т и серебра — 1875 т, среднее содержание золота составляет 25 г/т, серебра — 208 г/т..

## История
Месторождение Купол было открыто в 1995 году Анюйским горно-геологическим государственным предприятием, которое с 1998 по 2002 годы производило геологоразведочные и оценочные изыскания. С 2002 года эти работы продолжила ЗАО «Чукотская горно-геологическая компания», в состав учредителей которой входила канадская компания Bema Gold (75 % акций) и Правительство Чукотского АО. В 2007 году Bema Gold была поглощена компанией Kinross Gold, которая в 2011 году выкупила оставшиеся 25 % акций ЗАО «Чукотская горно-геологическая компания» у Правительства Чукотского АО.
За несколько последующих лет предприятие построило благоустроенный вахтовый посёлок, обогатительную фабрику мощностью 1000 тыс. т. руды в год, дизельную электростанцию мощностью 25,5 МВт, склады горюче-смазочных материалов и материально-технического снабжения, хвостохранилище.
Вблизи месторождения построен аэропорт «Купол» с грунтовой взлетно-посадочной полосой длиной 1830 м, способный принимать воздушные суда типа Bombardier Q Series, Як-40 и семейства Ан, а также вертолёты.
30 мая 2008 года на месторождении был произведен первый слиток золота.

## Разработка месторождения
Добыча руды производится открытым и шахтным способами, глубина карьера достигает 90 м.
Золотоизвлекательная фабрика использует схему цианирования руды с предварительным гравитационным обогащением, что позволяет извлекать до 95 % золота и 82 — 85 % серебра. Конечный продукт — сплав доре, который затем отправляется на Красноярский завод цветных металлов имени Гулидова.
В 2010 году на месторождении было извлечено 19,573 тонны золота, в 2011 году — 15,708 тонн.

## Перспективы
На данный момент на месторождении отработано около половины балансовых запасов руды, при этом вследствие активных геологических исследований на флангах и глубоких горизонтах ожидается прирост разведанных извлекаемых запасов. Кроме этого, на мощностях золотоизвлекательной фабрики Купола перерабатывается руда с месторождения «Двойное».